# Damià Mollà Beneyto
Damià Mollà Beneyto (Bocairente, Valencia, 1 de enero de 1946 - Valencia, 3 de julio de 2017) fue un sociólogo español. 

## Biografía
Nacido en Bocairente, en 1946, hizo el bachillerato en el Colegio de los padres Franciscanos de Onteniente, y estudió Derecho, Economía y Sociología en las universidades de Barcelona y Valencia. 

## Trayectoria
En 1970 militó en Germania Socialista. Desde 1983 es profesor de Sociología en la Facultad de Ciencias Económicas de la Universidad de Valencia. El 1986 obtuvo el premio Joan Fuster de ensayo con su obra De impura natione (antes nombrada El valencianismo, un juego de poder), realizada junto a Eduard Mira, un análisis sobre la batalla de Valencia que generó mucha polémica.

## Obras
- Estructura y dinámica de la población en el País Valenciano (1979) con Amando de Miguel
- El paìs valenciano como formación social (1979)
- De impura natione (1986) con Eduard Mira.
- Efectos demográficos de la sociedad postindustrial (2000)